# Energia d'enllaç

Animació de la dissociació d'una molècula diatòmica AB en dos àtoms, A i B.

L'energia d'enllaç és el valor mitjà de les energies de dissociació de l'enllaç en fase gasosa (normalment a una temperatura de 298 K) per a tots els enllaços del mateix tipus dins de la mateixa espècie química. L'energia d'enllaç mitjana per al metà {\displaystyle {\ce {CH4}}}, per exemple, és una quarta part de l'entalpia de reacció del procés:
{\displaystyle {\ce {CH4->C\cdot +\,4H\cdot }}}
Les energies d'enllaç tabulades són generalment valors d'energies d'enllaç fetes una mitjana sobre una sèrie d'espècies químiques típiques seleccionades que contenen aquest tipus d'enllaç. Així, en el metà {\displaystyle {\ce {CH4}}} existeixen quatre energies de dissociació dels enllaços {\displaystyle {\ce {C-H}}}, corresponents a les quatre reaccions següents:{\displaystyle {\ce {CH3-H->CH3\cdot +\,H\cdot \quad \quad D(CH3-H)=104\,kcal/mol}}}{\displaystyle {\ce {CH2-H->CH2\cdot +\,H\cdot \quad \quad D(CH2-H)=106\,kcal/mol}}}{\displaystyle {\ce {CH-H->CH\cdot +\,H\cdot \quad \quad D(CH-H)=106\,kcal/mol}}}{\displaystyle {\ce {C-H->C\cdot +\,H\cdot \quad \quad D(C-H)=81\,kcal/mol}}}L'energia d'enllaç en el metà és la mitjana d'aquests quatre valors:{\displaystyle {\ce {CH4->C\cdot +\,4H\cdot \quad \quad \Delta H=397\,kcal/mol\quad \quad E(C-H)=397/4=99kcal/mol}}}
A la taula següent hi ha les energies d'enllaç dels enllaços més importants. Destaca la tendència a augmentar l'energia amb el nombre d'enllaços π. Així l'enllaç simple {\displaystyle {\ce {C-C}}} té una energia de 348 kJ/mol, el doble, format per un enllaç σ i un π, {\displaystyle {\ce {C=C}}}, té més energia, 612 kJ/mol i el triple {\displaystyle {\ce {C\equiv C}}}, amb un enllaç σ i dos π, és el que en té més, 837 kJ/mol. Una altra tendència s'observa en els enllaços entre el carboni i els halògens que disminueix l'energia d'enllaç en augmentar el nombre atòmic de l'halogen degut a l'increment de la grandària de l'àtom d'halogen que fa que els seus orbitals atòmics se superposin menys amb els orbitals atòmic del petit àtom de carboni.
| Enllaç                                                                          | {\displaystyle E_{298}^{o}}, kJ/mol | Enllaç                        | {\displaystyle E_{298}^{o}}, kJ/mol | Enllaç                               | {\displaystyle E_{298}^{o}}, kJ/mol |
| ------------------------------------------------------------------------------- | ----------------------------------- | ----------------------------- | ----------------------------------- | ------------------------------------ | ----------------------------------- |
| C-H C-C C{\displaystyle \doteq }C (benzè) C=C C{\displaystyle {\ce {\equiv }}}C | 412 348 518 612 837                 | C-O C=O C-N C-F C-Cl C-Br C-I | 360 743 305 484 338 276 238         | N-H N-N N=N N-O N=O N-F N-Cl O-H O-O | 388 163 409 210 630 195 381 463 157 |